# Służba Cywilna Narodu
Służba Cywilna Narodu (SCN) – konspiracyjna organizacja cywilna obozu narodowego na ziemiach polskich podczas okupacji niemieckiej.

## Geneza i powstanie
Powstanie SCN było związane z rozłamem w Narodowej Organizacji Wojskowej na tle scalenia z Armią Krajową, kiedy w połączeniu z Związkiem Jaszczurczym i innymi mniejszymi organizacjami konspiracyjnymi o charakterze narodowym powstały Narodowe Siły Zbrojne. W wyniku przekształcenia i powiększenia Komisariatu Cywilnego ZJ poprzez dokooptowanie secesjonistów ze Stronnictwa Narodowego w IX 1942 r. utworzono SCN. Na jej czele stanął dr Kazimierz Gluziński z ZJ ps. "Franciszek Górnicki", a jego zastępcą został Stanisław Froelich z SN ps. "Hieronim Rudzki". W SCN, podobnie jak w jej politycznym organie zwierzchnim – Tymczasowej Narodowej Radzie Politycznej, obowiązywała zasada utrzymania równowagi ilościowej między członkami Grupy Szańca i SN.

## Struktura organizacyjna
Podstawową komórką SCN był wydział. Istniały też komórki wyższego rzędu w postaci grup wydziałów z kierownikiem na czele, które łączyły merytorycznie pokrewne wydziały. Podstawowa praca odbywała się na poziomie wydziałów i w komitetach na poziomie Grup Wydziałów. 
Na czele SCN stał kierownik, a jego organem doradczym była rada kierowników Grup Wydziałów oraz szef Wydziału Organizacyjnego (sekretariatu). Sekretarzem (sekretarz generalny) był mgr inż. Tadeusz Skarżyński ps. "Malarski", "Farbiarz", "Bończa", "Olsza". SCN składała się z 19 wydziałów zgrupowanych w 4 tzw. Grupach:
- Grupa Gospodarcza (kierownik – dr inż. Stefan Nowicki ps. "Rogala") – Wydziały: Finansowy, Przemysłowy, Handlowy, Rolniczy, Statystyczny i Biuro Planowania;
- Grupa Wychowania Narodowego (kierownik - prof. Ludwik Jaxa-Bykowski z SN) – Wydziały: Wyznań Religijnych, Oświaty i Kultury;
- Grupa Techniczna – Wydziały: Robót Publicznych, Komunikacji i Telekomunikacji;
- Grupa Prawno-Administracyjna (kierownik Stanisław Kasznica z ZJ) –Wydziały: Prawny (kierownik – Witold Bayer), Zachodni (kierownik – Lech Neyman ps. "Witold Górnicki", "Domarat"), Wschodni i Szefostwo Administracji (kierownik – prof. Stanisław Kasznica ps. "Łużycki")

oraz Wydziały niezależne: Organizacyjny (kierownik – Jerzy Olgierd Iłłakowicz ps. "Michał Zawisza"), Zdrowia (kierownik – dr Tadeusz Miłaszewski) i Społeczny – bezpośrednio podległe kierownikowi SCN.
Struktura SCN wynikała z podziału rzeczowego. Przy Grupie Prawno – Administracyjnej działały dwa komitety: Administracyjny i Ustawodawczy. Zadaniem tego drugiego było nadawanie jednolitej i skoordynowanej formy gotowych projektów, całemu dorobkowi koncepcyjnemu SCN. Przy Grupie Gospodarczej działał Komitet Ekonomiczny, przy Grupie Wychowania Narodowego – Komitet Wychowania Narodowego, a przy Grupie Technicznej – Komitet Techniczny.
SCN posiadała także 6 delegatur terenowych: Kielce, Kraków, Lublin, Lwów (podlegały Szefostwu Administracji) oraz Śląsk i Pomorze – Mazury (podlegały Wydziałowi Zachodniemu). Kierowali nimi komisarze cywilni lub kierownicy organizacyjni. Podstawą działalności SCN był powiat.
Działalność SCN skupiona była jednak głównie w Warszawie. W jej składzie pracowało kilka tysięcy specjalistów z różnych dziedzin życia politycznego, społecznego i gospodarczego, którzy nie zawsze byli związani z obozem narodowym.
Organem prasowym SCN było pismo "W Służbie Narodu" wydawane w latach 1943–1944.

## Działalność SCN
Praca odbywała się w dwóch zasadniczych kierunkach: programowo-politycznym i działania bezpośredniego. W pierwszym przypadku wypracowywano program na moment odzyskania niepodległości przez Polskę, program na pierwsze 3 lata i program 15-letni. Natomiast w ramach działania bezpośredniego zajmowano się bieżącymi zagadnieniami czasu okupacji, jak tajnym szkolnictwem, czy przygotowywaniem kadr administracyjnych i służb bezpieczeństwa na wypadek zakończenia wojny. W tym celu opracowano szczegółowe instrukcje dla starostów, którym miały podlegać oddziały policyjne zwane Obroną Narodową – przeszkolono dla nich ogółem ok. 10 tys. ludzi. Na terenie Generalnego Gubernatorstwa w ten sposób miano zorganizowanych ok. 70% powiatów. Jednocześnie w ramach prac Wydziału Zachodniego przygotowywano kadry administracji dla powiatów w województwach zachodnich i tzw. Ziemiach Odzyskanych, które planowano zająć po zakończeniu wojny.

## Stosunki z Delegaturą Rządu na Kraj
Działalność SCN pokrywała się w wielu dziedzinach z komórkami Delegatury Rządu. W XII 1942 r. Delegat Rządu na Kraj, prof. Jan Piekałkiewicz zwrócił się do K. Gluzińskiego o podporządkowanie sobie SCN. Powoływał się przy tym na przekazanie w X 1940 r. dorobku poprzedniczki SCN, tj. Komisariatu Cywilnego ZJ na ręce wcześniejszego Delegata Rządu, Cyryla Ratajskiego. Tym razem jednak K. Gluziński odmówił. Doszło jedynie do rozmów dotyczących organizacji służby bezpieczeństwa między kierownikiem Szefostwa Administracji SCN S. Kasznicą i dyrektorem Departamentu Spraw Wewnętrznych Delegatury Rządu Tadeuszem Mikłaszewskim – najprawdopodobniej bez skutku. Mimo braku formalnego porozumienia wspólne prace, w odniesieniu do ziem wcielonych, prowadzono jednak na Pomorzu, Kujawach i w Warszawie. SCN krytycznie oceniała pracę Delegatury Rządu, pomijanie przez nią swojego dorobku i kadr, obsadę stanowisk według klucza partyjnego, brak utworzenia jednolitego sądownictwa podziemnego, czynnej walki z anarchią i szerokiej akcji antykomunistycznej, jednego z głównych celów politycznych obozu narodowego. 

## Dorobek programowy
SCN opowiadała się za:
- odbudową niepodległego państwa polskiego w przedwojennych granicach, ale z nową granicą zachodnią na linii rzek Odra i Nysa Łużycka oraz Prusami Wschodnimi,
- konfederacją państw Europy Środkowo-Wschodniej pod przewodnictwem Polski,
- utworzeniem Katolickiego Państwa Narodu Polskiego z narodowym ustrojem parlamentarnym i silnymi kompetencjami Senatu,
- decentralizacją administracji oraz rozbudową samorządu terytorialnego i zawodowego,
- wychowaniem chrześcijańsko-narodowym,
- narodowym samorządem gospodarczym z ograniczonym prawem własności i parcelacją ziemi dla najuboższych chłopów,
- solidaryzmem narodowym przeciwstawianym podziałom klasowym,
- wysiedleniem Żydów i Niemców, dla których nie przewidywano "możliwości asymilacji".

## Kwestia Ziem Zachodnich
Plany SCN zakładały na odzyskanych ziemiach m.in. eliminację administracji niemieckiej oraz likwidację skutków germanizacji. Zorganizowanie terenów zachodnich i tzw. Ziem Uzyskanych było zadaniem niezmiernie trudnym. Sprawami przygotowania administracji i kadr do objęcia stanowisk na Pomorzu, Śląsku i Mazurach zajmował się Wydział Zachodni. Jego kierownik L. Neyman był autorem prac: "Szaniec Bolesławów" (1941) i "Likwidacja niemczyzny na ziemiach zachodnich", wydanej przez Wydział Zachodni SCN. Zawierała ona instrukcję dla przyszłej administracji ziem zachodnich i program eliminacji elementu niemieckiego z terytorium powojennego państwa polskiego.
Propaganda ZJ i NSZ oraz pionów cywilnych KC i SCN, wielokrotnie poruszała problem granicy zachodniej. Jednym z podstawowych wydawnictw prezentujących tę kwestię była książka L. Neymana: "Dziedzictwo Piastów. Rzecz o polskiej granicy zachodniej" (rozszerzona i przeredagowana wersja "Szańca Bolesławów"), wydana w Warszawie w 1944 r. Autor przeprowadził w niej analizę historyczną ziem zachodnich oraz określił rolę ekonomiczną, jaką mogą one spełnić w rozwoju Polski powojennej. Wysunął również postulat nadania właściwego oblicza ludnościowego tzw. Ziemiom Uzyskanym poprzez: 
- 1. Odzyskanie elementu tzw. "skradzionych dusz", tj. ludności polskiej mówiącej po niemiecku i powierzchownie zniemczonej, na skutek zerwania jej z macierzą.
- 2. Wysiedlenie bądź zlikwidowanie ludności niemieckiej.
- 3. Skierowanie nadmiaru ludności z rolniczych terenów przeludnionych na Ziemie Uzyskane.
- 4. Szeroką akcję reemigracyjną, dotycząca zwłaszcza wychodźstwa naszego w Niemczech Zachodnich, Francji i Rosji Sowieckiej, uwieńczoną osiedleniem reemigrantów na Ziemiach Uzyskanych.

Zarządzeniem z 1 III 1944 r. dr K. Gluziński zalecił pracę "Dziedzictwo Piastów" do rozpowszechnienia w SCN.

## Zakończenie działalności SCN
Na początku 1944 r. rozpoczęły się w ramach SCN procesy dezintegracyjne związane z coraz silniejszym przekonaniem o zajęciu ziem polskich przez Armię Czerwoną, co czyniło bezsensowną jej dalszą działalność. Ostatecznie SCN zaprzestała swojej działalności latem tego roku, co było wynikiem rozłamu w NSZ na tle scalenia z AK. Jeszcze 20 VII 1944 r. S. Kasznica, szef Administracji Ogólnej SCN, wydał "Zarządzenie Ewakuacyjne dla Komisarzy Cywilnych Okręgów". Nakazał w nim ewakuację zagrożonej wytępieniem ludności polskiej z Małopolsce Wschodniej i z ziemi wileńskiej, na tereny na zachód od Sanu i Bugu oraz linii Grodno – Brześć. Razem z ludnością ziemi lwowskiej miał wycofać się aparat SCN Okręgu. Polecono także, aby Komisarze Cywilni: Okręgu Lwowskiego oraz przy Okręgach NSZ XIII i II, wyznaczyli p.o. Komisarza Lwowskiego oraz Komisarza wileńskiego, poleskiego i nowogródzkiego spośród ludzi maksymalnie zabezpieczonych przed ewentualnymi represjami wkraczających wojsk sowieckich w celu zorganizowania nowej administracji podziemnej i utworzenia bojowych oddziałów Obrony Narodowej (służba bezpieczeństwa SCN) z zadaniem "tępienia zamachami dygnitarzy sowieckich". Ponadto Komisarz Cywilny przy Okręgach NSZ XIII i II miał wyznaczyć p.o. Komisarza Cywilnego Prus Wschodnich, celem dania ochrony Mazurom na wypadek, gdyby byli przez Rosjan traktowani na równi z Niemcami (ewakuacja Mazurów na południe, w rejon II Okręgu NSZ). Wiele uwagi należało również poświęcić ochronie narażonych na represje działaczy narodowych, znanych ze swojej działalności antykomunistycznej.
Według wcześniejszych postanowień Pomorze i Poznańskie stanowiły terytorium, przez które miały przebiegać szlaki ewakuacyjne działaczy i oddziałów narodowych. Na terenach tych Komisarze Cywilni mieli przygotować kadry administracji, które byłyby bazą (zaopatrzenie, łączność, kwatermistrzostwo) dla przybywających z Polski centralnej oddziałów NSZ. 
Komisarze Cywilni Okręgów Śląsk, Pomorze i Poznań mieli przyśpieszyć organizowanie ekip wyjazdowych członków Komisariatów Okręgów Zachodnich aby z chwilą przełamania granicy tzw. Reichu, przeszły one na ziemie zachodnie, ułatwiając "akcję ewakuacyjną i przygotowując administrację Polską na moment odrodzenia Państwowości Polskiej". Dużo uwagi przywiązywano do rozbudowy w powiatach Obrony Narodowej dla likwidowania elementów wywrotowych, walki z okupantem sowieckim oraz zdrajcami sprawy polskiej "na wypadek, jeśli Rosja, korzystając z tego, że oddziały jej znajdują się na terenie Polski, będzie próbowała decydować o naszych sprawach wewnętrznych, mordować wrogów doktryny komunistycznej, utwierdzać rządy quasi polskie od niej uzależnione, stawiać nas wobec faktów dokonanych w sprawach granicznych". 
W dniu 9 VIII 1944 r. T. Gluziński, który opuścił Warszawę, został przewodniczącym Rady Politycznej NSZ – Zachód, politycznego kierownictwa nad oddziałami skoncentrowanymi w Kieleckiem.